# Оступ
Оступ (біл. вёска Воступ) — село в складі Березинського району Мінської області, Білорусь. Село підпорядковане Селібській сільській раді, розташоване в східній частині області.